# Джонуа, Беслан Алексеевич
Бесла́н Алексе́евич Джо́нуа (абх. Џьонуа Беслан Алықьса-иҧа; 26 декабря 1954, Сухум — 8 февраля 2007, Москва) — бизнесмен, криминальный авторитет. Известен также под прозвищем «Бесик». Российские СМИ иногда ошибочно называли его Дожуа.

## Биография
Родился 26 декабря 1954 года в Сухуми в семье писателя Алексея Джонуа, происходившего из старого абхазского рода (настоящая отцовская фамилия — Джопуа). Однако «Аргументы недели» утверждают, что по национальности Бесик не абхаз.
Дважды был осужден советским судом: в 1976 году за хулиганство (получил срок 4 года) и в 1982 году за вымогательство. Подозревался в хранении огнестрельного оружия (в 1989 и 1992 годах).
По данным газеты «Коммерсантъ», Джонуа был среди криминальных авторитетов, контролировавших Центр международной торговли на Краснопресненской набережной в Москве и облагавших «данью» его арендаторов с конца 1980-х годов.
Имел свой бизнес во Франции, куда переехал в 1994 году и прожил там несколько лет.
10 марта 2000 года оперативники задержали Джонуа во дворе его дома в Москве с дозой героина (по другим сведениям, кокаина) в кармане, однако прокуратура отказалась возбуждать уголовное дело.
В 2006 году его дважды задерживали как участника воровских сходок в ресторанах «Наш двор» на улице 1905 года и в Центральном доме туриста на Ленинском проспекте.
Газета «Новые Известия» назвала Джонуа «вором в законе». Однако по версии УБОП г. Москвы, изложенной журналистом газеты «Коммерсантъ» в 2007 году, Беслан Джонуа не был «вором в законе», тем не менее он занимал очень высокое положение в криминальной иерархии. Выступал посредником-миротворцем в конфликтах между ОПГ, финансово поддерживал пророссийских политиков в Абхазии. СМИ утверждали, что он принадлежит к Солнцевской и Грузинской ОПГ.
26 декабря 2006 года на последнем прижизненном дне рождения Беслана в московском казино «Европа» на Страстном бульваре побывала вся верхушка столичного криминального мира, а также президенты федераций бокса, борьбы, олимпийские чемпионы. В качестве незваных гостей на празднество пожаловали оперативники ГУБОП и вооруженные автоматическим оружием бойцы СОБР МВД России. Оперативники поздравили Беслана и побеседовали с ним.
Газета «Аргументы недели» утверждает, что Джонуа контролировал в Москве борсеточников, квартирных воров и наркодилеров. Также издание приводит сведения, согласно которым единственный сын Беслана умер из-за пристрастия к наркотикам.

## Гибель
Джонуа был убит 8 февраля 2007 года около часа ночи возле дома № 8 в Денежном переулке в престижном московском районе Остоженка, где проживал с конца 90-х годов. Незадолго до смерти Джонуа поужинал в одном из итальянских ресторанов. Припарковав машину, он направился к подъезду и когда вошёл в арку дома, к нему сзади подбежал киллер и с расстояния в несколько метров выпустил две длинные очереди из автомата Калашникова с глушителем. Отстрелявшись, убийца бросил оружие и скрылся с места преступления на поджидавшей его за углом машине. От многочисленных ранений (в него попали 16 пуль) Джонуа скончался на месте.
Прощание с Бесланом Джонуа и отпевание прошло 9 февраля на Троекуровском кладбище в Москве, после чего гроб с телом был отправлен в Сухум.
По утверждению журналиста газеты «МК» Олега Фочкина, встретившего Джонуа незадолго до гибели, тот не был похож на криминального авторитета и произвел на него впечатление тихого спокойного старика, который носил чистый, но старый костюм и нефирменную рубашку. В руках у него была авоська, которую в те годы в Москве мало кто носил.

## Версии убийства
Высказывались предположения, что убить Беслана могли из-за поддержки некоторых абхазских политиков: на март 2007 года в Абхазии были назначены парламентские выборы. По данным СМИ, он якобы был доверенным лицом президента Абхазии Сергея Багапша.
Также СМИ связывали гибель Джонуа с покушением на убийство в Москве грузинского «вора в законе», лидера Кутаисской ОПГ Робинзона Арабули по кличке «Робинзон», произошедшим семью днями ранее. По данным агентства «Росбалт», отсидевший в тюрьме более 20 лет Робинзон контролировал поставки наркотиков в Москву. По сведениям СМИ, Беслан Джонуа был «правой рукой» Робинзона Арабули и его другом.

## Личная жизнь
Джонуа предпочитал ездить на престижных автомобилях марки Mercedes-Benz.
Долгое время он был зарегистрирован и проживал в квартире в «сталинском» ведомственном доме министерства обороны и КГБ СССР на Площади Победы в Москве.